# CD Jorge Wilstermann
Club Deportivo Jorge Wilstermann je bolivijský fotbalový klub z města Cochabamba.
Hraje na stadionu Estadio Félix Capriles. Barvami jsou červená a modrá.

## Historie
Klub byl založen roku 1949 zaměstnanci aerolinií Lloyd Aéreo Boliviano (LAB) pod názvem Club Deportivo LAB. Barvami byly modrá a bílá.
Roku 1953 se klub, stejně jako letiště, přejmenoval na Club Deportivo Jorge Wilstermann podle bývalého pilota. Také se změnily barvy klubu na modrou a červenou.
Roku 1955 tým vstoupil do profesionální bolivijské ligy.

## Úspěchy
- Primera División (15): 1957, 1958, 1959, 1960, 1967, 1972, 1973, 1980, 1981, 2000, 2006 Segundo Torneo, 2010 Apertura, 2016 Clausura, 2018 Apertura, 2019 Clausura
- Copa Bolivia (3): 1976, 1991, 1998

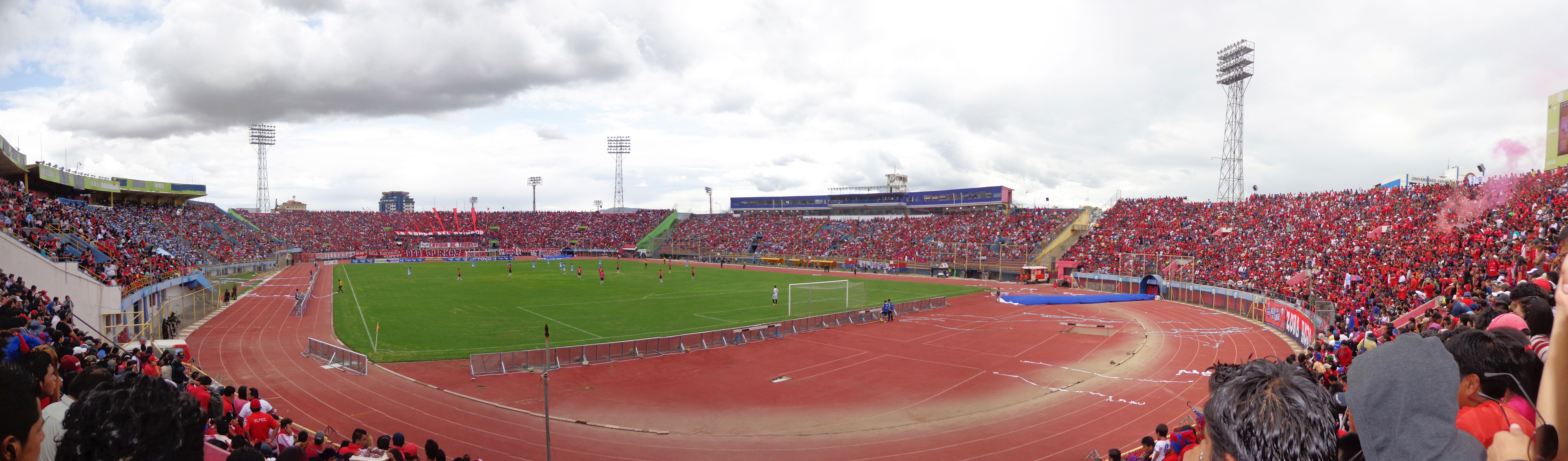
Utkání proti městskému rivalovi Club Aurora nazývané clásico cochabambino, 2014.

- Copa Aerosur (2): 2004, 2011